# Férfi 4 × 10 km-es sífutóváltó az 1988. évi téli olimpiai játékokon
Az 1988. évi téli olimpiai játékokon a sífutás férfi 4 × 10 km-es váltó versenyszámát február 22-én rendezték Canmore-ben. Az aranyérmet a svéd csapat nyerte meg. A versenyszámban nem vett részt magyar csapat.

## Végeredmény
Az időeredmények másodpercben értendők.
| Helyezés | Csapat                                                                                                  | Idő                                       |
| -------- | --- | ----------------------------------------- |
| Arany    | Svédország (SWE) · Jan Ottosson · Thomas Wassberg · Gunde Svan · Torgny Mogren                          | 1:43:58,6 26:18,8 25:50,5 25:38,8 26:10,5 |
| Ezüst    | Szovjetunió (URS) · Vlagyimir Szmirnov · Vlagyimir Szahnov · Mihail Gyevjatyjarov · Alekszej Prokurorov | 1:44:11,3 26:20,5 25:48,2 26:06,4 25:56,2 |
| Bronz    | Csehszlovákia (TCH) · Radim Nyč · Václav Korunka · Pavel Benc · Ladislav Švanda                         | 1:45:22,7 26:27,4 26:12,8 26:28,8 26:13,7 |
| 4.       | Svájc (SUI) · Andi Grünenfelder · Jürg Capol · Giachem Guidon · Jeremias Wigger                         | 1:46:16,3 26:09,7 26:31,4 26:35,1 27:00,1 |
| 5.       | Olaszország (ITA) · Silvano Barco · Albert Walder · Giorgio Vanzetta · Maurilio De Zolt                 | 1:46:16,7 26:47,7 27:26,4 25:53,1 26:09,5 |
| 6.       | Norvégia (NOR) · Pål Gunnar Mikkelsplass · Oddvar Brå · Vegard Ulvang · Terje Langli                    | 1:46:48,7 26:26,5 27:29,7 26:10,3 26:42,2 |
| 7.       | NSZK (FRG) · Walter Kuß · Georg Fischer · Jochen Behle · Herbert Fritzenwenger                          | 1:48:05,0 27:06,2 26:54,6 26:35,0 27:29,2 |
| 8.       | Finnország (FIN) · Jari Laukkanen · Harri Kirvesniemi · Jari Räsänen · Kari Ristanen                    | 1:48:24,0 28:24,6 26:43,8 26:51,2 26:24,4 |
| 9.       | Kanada (CAN) · Yves Bilodeau · Al Pilcher · Pierre Harvey · Dennis Lawrence                             | 1:48:59,7 27:25,0 27:42,2 26:16,3 27:36,2 |
| 10.      | Ausztria (AUT) · André Blatter · Alois Schwarz · Martin Standmann · Alois Stadlober                     | 1:49:14,5 26:25,3 26:26,1 29:21,3 27:01,8 |
| 11.      | Franciaország (FRA) · Patrick Remy · Jean-Luc Thomas · Dominique Locatelli · Guy Balland                | 1:49:15,9 28:25,8 26:40,7 27:20,1 26:49,3 |
| 12.      | Bulgária (BUL) · Szvetoszlav Atanaszov · Ivan Szmilenov · Atanasz Szimidcsiev · Todor Mahov             | 1:49:27,9 27:21,2 27:19,4 27:47,2 27:00,1 |
| 13.      | Egyesült Államok (USA) · Todd Boonstra · Dan Simoneau · Bill Spencer · Joe Galanes                      | 1:50:27,6 27:49,9 27:17,8 27:30,4 27:49,5 |
| 14.      | Japán (JPN) · Egava Acusi · Szaszaki Kazunari · Juki Tanajuki · Jamazaki Maszaharu                      | 1:51:10,7 27:19,9 27:35,6 27:52,8 28:22,4 |
| 15.      | Dél-Korea (KOR) · Hong Konphjo · Pak Kiho · Cso Szonghun · Cson Junghe                                  | 1:59:00,4 28:54,6 30:29,1 30:24,1 29:12,6 |
| 16.      | Nagy-Britannia (GBR) · John Spotswood · Ewan McKenzie · Martin Watkins · Andrew Wylie                   | 1:59:39,3 30:25,2 30:05,9 29:31,0 29:37,2 |